# Новые Акаты
Новые Акаты — исчезнувшая деревня в городском округе город Шахунья Нижегородской области.

## Общая физико-географическая характеристика
Географическое положение
По автомобильным дорогам расстояние до областного центра города Нижнего Новгорода составляет 270 км, до административного центра города Шахунья — 19 км. Абсолютная высота 126 метров над уровнем моря.
Часовой пояс
Новые Акаты, как и вся Нижегородская область, находится в часовой зоне МСК (московское время). Смещение применяемого времени относительно UTC составляет +3:00.